# Dush
Dush, znana również jako Dushi, Dusi-Eper oraz Dushi i Epërmë – wieś położona w północnej części Albanii w gminie Qerret. Wieś znajduje się 79 kilometrów od stolicy państwa, Tirany.

## Demografia
Według spisu ludności z 1989 roku we wsi Dush mieszkało 422 mieszkańców.